# Трети велик събор на македонските бежански братства
Третият събор на македонските бежански братства е конгрес на македонската имиграция в България, проведен в София през октомври 1921 година. Съборът е на братствата, подкрепящи Изпълнителния комитет, и не успява да осъществи обединение с Временната комисия на македонските братства в България и веднага след него е свикан Учредителният конгрес на Македонската федеративна емигрантска организация.

## История
Съборът е открит на 2 октомври 1921 година от първия подпредседател Христо Станишев, тъй като председателят Иван Каранджулов още е в Женева на Конгреса на Международното бюро за защита на правата на народите. За председател на събора е избран доктор Владимир Руменов. Отчетът е прочетен от Наум Томалевски. Томалевски разказва за усилията на Изпълнителния комитет да влезе в контакт с инородни емигрантски организации, които се борят за Автономия на Македония, и констатира, че „за жалост, такива групировки, а не отделни лица, с които е декорирана Временната комисия, досега комитетът не намери“.

## Усилия за обединение
Основен проблем на Събора е единството на емиграцията и обединението с Временната комисия. На 4 октомври Съборът упълномощава делегатите си Владимир Кусев, Борис Антонов, Христо Коцев, Йордан Мирчев и Нестор Попов да влязат веднага с контакти и споразумение с всички македонски организации, които не са членки на Съюза на македонските братства, и да разберат техните условия за обединение. Председател на тази комисия е Кусев, а секретар – Попов.
На 4 октомври комисията се среща с представителите на Временната комисия Владислав Ковачев и Йордан Анастасов и на неутралните братства. Още на 29 септември представители на 5 неутрални братства - Крушевското, Кумановското, Кичевското, Тиквешкото и Струмишкото пращат писмо до Изпълнителния комитет и Временната комисия, в което констатират, че мнозинството от емиграцията се стреми към обединение и, тъй като между Комитета и Комисията няма принципни различия призовават за среща. На срещата на 4 октомври се явяват Милан Дамянов от Кичевското, Карамфил Цветков и Манасий Кършутски от Кумановското, Велян Джиков и Александър Гърдановски от Крушевското и Пантелей Иванов от Тиквешкото. Представителят на Струмишкото братство Никола Попилиев не се явява, тъй като не е в София.
На срещата представителите на Временната комисия връчват писмена деклараци, с която заявяват, че на 2 септември Временната комисия е решила да предостави въпроса за обединението на емиграцията за разрешение от предстоящия конгрес и съответно на заседание от 4 октомври Временната комисия е решила, ченяма право да влиза в каквито и да било преговори, нито е компетентна да поема какъвто и да е ангажимент за обединение. Същевременно Ковачев и Анастасов посочват, че условията за обединение са изложени в окръжните № 23 и № 39 на Временната комисия и в брой № 39 и № 43 на „Автономна Македония“. Тези условия били възприети безрезервно от народните организации, подкрепящи Временнета комисия. На срещата отново се спори за целта на движението - Временната комисия настоява към целта в Устава, която гласи: „създаването на самостойна Македония в нейните географски и икономически граници като отделна политическа единица, независима от балканските държави“ да се добави „и служеща за съединително звено между тях“, а представителите на Изпълнителния комитет са против. Възникват спорове и за лицата, които трябва да се отстранят от ръководството като анексионисти. Също така Временната комисия иска двете страни да бъдат третирани равноправно при избора на управително тяло, а не пропорционално. Представителите на неутралните братства се изказват за обединение, но поддържат различни гледища.
Комисията докладва на Събора резултатите от срещата с представителите на Временната комисия и на неутралните братства и иска решения по въпроса. Йордан Бадев чете реферат, озаглавен „Трите македонски организации“, а след това Владимир Руменов държи заключителна реч, в която заявява, че безгрешни няма, че в миналото е имало обединисти и автономисти, че след това е имало време, когато всички са били обединисти, а сега „времената и обстоятелствата ни направиха всички с еднакви убеждения“. Накрая конгресът приема резолюция, че „никакви принципни различия не съществуват между целите - и средствата на съюза с тези на Временната комисия“. Резолюцията минава и по проблемните точки: Статутите на Съюза са приети и с участието на лицата от Временната комисия; прибавката за съединителното звено не променя съдържанието на члена, а само променя фразата; с искането на Временната комисия да се учреди в Женева общо тяло, в което да са застъпени представители на всички народности в Македония, Съюзът вече се е съгласил; исканеето на Временната комисия бъдещият избор да става не мажоритарно е краен субективизъм, който е против основния парламентарен принцип, върху който е стъпил Съюзът. Съборът призовава към всички да се приберат в съюзната организация и натоварва Владимир Руменов и Изпълнителния комитет да продължат да работят за единство на емиграцията. Съборът отхвърля искането на Временната комисия да заяви, че не е „искрен привърженик на автономната идея“, и че за Изпълнителния комитет автономната идея е „само средство за възтържествуването на обединителната акция“. Изпълнителният комитет не прави и исканата от Временната комисия декларация, че „при евентуална възможност за присъединение на Македония към България той ще ратува за реализиране на автономната идея.“
След Събора преговорите за обединение заглъхват и през декември е проведен Учредителният конгрес на Македонската федеративна емигрантска организация.